# المغار
المغار هي بلدة في الداخل الفلسطيني تقع في منطقة الجليل الأسفل في منطقة الشاغور، وتتبع إداريًا "المنطقة الشمالية"، احتلها الصهاينة عام 1948 ولم يهجّر جميع سكانها.

## الموقع الجغرافي
تقع المغار على السفوح الجنوبية لجبل حزور الذي يرتفع بمقدار 584 مترًا فوق سطح البحر. يعد جبل حزور وثالث جبل من حيث الارتفاع في منطقة الجليل الأسفل، ويليه جبل الطور الذي يبلغ ارتفاعه 588 مترًا فوق سطح البحر، وجبل كمانة ويبلغ ارتفاعه 598 مترًا وهو اعلاها.

## التضاريس الجغرافية
اما من حيث التضاريس فإن المغار في معظمها تقع في منطقة شديدة الانحدار حيث يصل الميلان أحيانًا في المناطق المرتفعة إلى 50%. اما المساحة المبنية من البلدة فتنتشر اليوم من ارتفاع حوالي 100 متر فوق سطح البحر، وحتى ارتفاع حوالي 400 متر. وتحدها من الشمال جبل حزور ومن الغرب دير حنا ومنطقة البطوف ومن الجنوب قرية عيلبون ومن الشرق شارع 65.

## السلطة المحليّة
حصلت المغار على مكانة مجلس محلي في عام 1956، وبلدة المغار هي بلدة مختلطة الطوائف يعيش فيها 57% من الدروز وحوالي 23% من المسيحيين العرب وحوالي 20% من المسلمين.
أعلن عن المغار كمدينة في عام 2021 بإيعاز من أيليت شاكيد وزيرة الداخلية وبهذا أصبحن المغار أول مدينة درزيّة، بعد استيفاءها المعايير التي وضعتها وزارة الداخلية للاعلان عنها مدينة من حيث الخطط الهيكلية.

## التسمية
هنالك عدة اراء حول تسمية البلدة ومنها:
1. ان كلمة مغار اخذت من المغاور الكثيرة الموجودة في جبل حزور وهي طبيعية في معظمها نتجت عن عملية اذابة كيماوية للصخر الجيري بواسطة المياه (عملية كارست).
2. ان هذه الكلمة هي مصدر للفعل اغار يغير، حيث كثرت المعارك قديمًا في هذا الموقع.

## تاريخ

### العصور القديمة

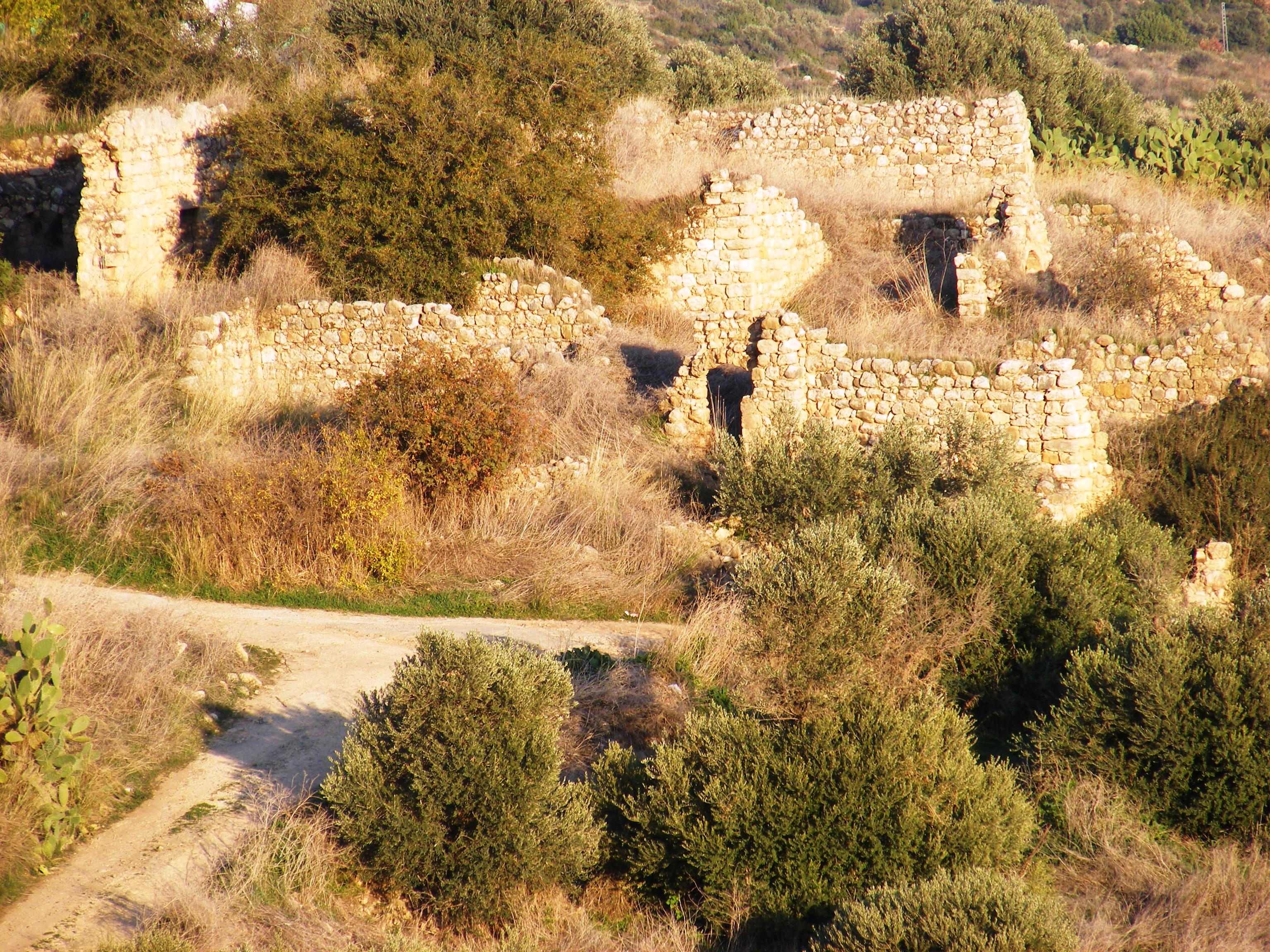
مواقع أثرية في المغار.

تم العثور على بقايا الفخار من العصر الروماني المبكر في المغار، جنباً إلى جنب البقايا المعمارية وشظايا الفخار من العصر الروماني المتأخر. كما تم العثور على مقلع حفر.
يأتي اسم القرية من الكلمة العربية «الكهوف».

### الدولة العثمانية
تم دمج القرية في الدولة العثمانية في عام 1517 مع ضم المنطقة إليها، وفي عام 1555 تم دفع ضريبة على غزل الحرير. وفي عام 1596، ظهرت القرية في سجلات الضرائب باسم مغار حزور، والتي تقع في منطقة ناحية طبرية، وهي جزء من سنجك صفد، وكان سكانها من المسلمين بالكامل يتوزعون على 169 أسرة وحوالي 17 عازبًا. دفع القرويون نسبة ضرائب ثابتة قدرها 25% على مختلف المنتجات الزراعية، بما في ذلك القمح والشعير وأشجار الزيتون والماعز وخلية النحل، بالإضافة إلى معصرة للزيتون أو العنب، أي ما مجموعه 14,136 آقجة.
في عام 1838، تم وصف المغار كقرية مسيحية ودرزية في منطقة الشاغور، الواقعة بين صفد وعكا وطبرية.
في عام 1875، وجد فيكتور جويرين أنَّ القرية، والتي أطلق عليها المُغر، هي قرية كبيرة يبلغ عدد سكانها 1,200 نسمة. تم تقسيمها إلى ثلاثة أرباع، قسم سكنه المسلمين وقسم سكنه المسيحيين وقسم سكنه الدروز. في عام 1881، وصف صندوق استكشاف فلسطين المغار بأنها «قرية كبيرة مبنية بالحجارة، تحتوي على حوالي 1,100 نسمة سكانها من المُسلمين والدروز والمسيحيين، وتقع على منحدر التل، وتضم بساتين زيتون واسعة تقع إلى جنوب وغرب القربة؛ وينبوع كبير وبركة تعطي كمية جيدة من المياه».
في عام 1838 وعام 1852 زار القرية إدوارد روبنسون ووصف مبيت سكانها في عرش على الأسطحة، وقال أن السكان من الدروز والمسيحيين والمسلمين بنسب متساوية. أظهرت قائمة من السكان في حوالي عام 1887 أنَّ المغار الحزور يضم حوالي 1,360 نسمة؛ منهم حوالي 180 مسلماً، وحوالي 625 درزياً وحوالي 420 مسيحياً من الروم الكاثوليك.

### الإنتداب البريطاني

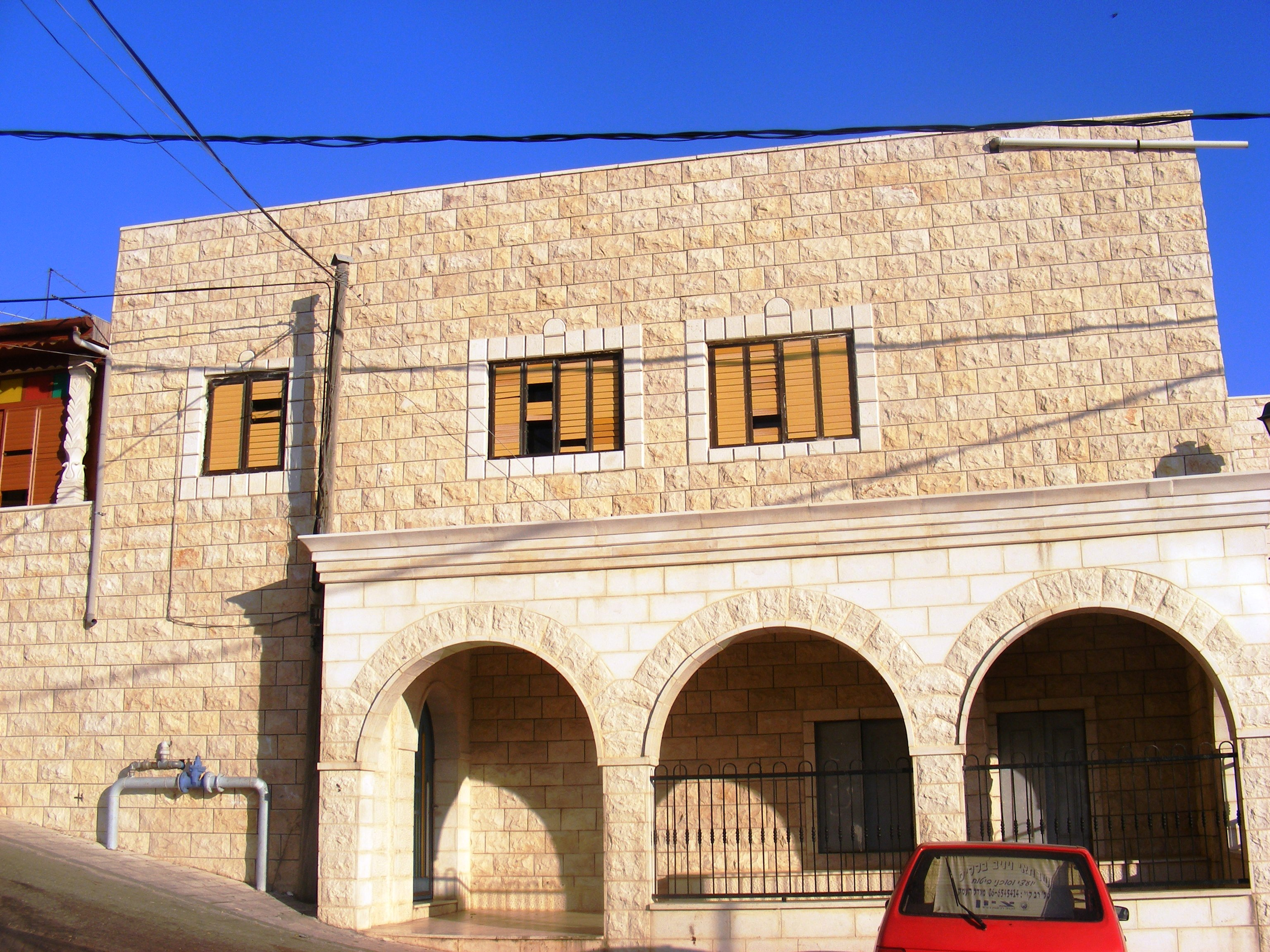
خلوة أو مكان عبادة للطائفة الدرزية.

في عام 1923 زار القرية الكاهن اليسوعي توتل وقد وصف المغار بأنها «قرية على آكمة إلى الجنوب تلوح بيوتها عن بُعد بين أشجار الزيتون والصبّار»، وكان فيها مدرستين تقوم الحكومة بنفقتها واحدة للمسيحيين موقعها في جوار الكنيسة وأخرى للدروز، وقد وصف العلاقة بين الدروز والمسلمين السُنّة بالعداوة حيث قال «وما بين الدروز والسُنيين في القرى المجاورة عداوة قديمة طالما سعى بإخمادها صاحب السيادة غريغوريوس حجار بإخمادها».
في تعداد فلسطين عام 1922، الذي أجرته سلطات الإنتداب البريطاني، بلغ عدد سكان المغار والمنصورة 1,377 نسمة، منهم 265 مُسلم وحوالي 676 درزي وحوالي 436 مسيحيًا. كان جميع المسيحيين من أتباع كنيسة الروم الملكيين الكاثوليك. في تعداد عام 1931، بلغ عدد سكان المغار، مع المنصورة حوالي 1,733 نسمة، يقطنون في 373 منزلًا مأهولًا. من بينهم كان هناك 307 من المُسلمين وحوالي 549 مسيحيًا وحوالي 877 درزيًا.

## التعداد السكاني قبل النكبة
في إحصائيات عام 1945، بلغ عدد سكان المغار مع المنصورة 2,140 نسمة؛ منهم حوالي 90 مسلم وحوالي 800 مسيحي وحوالي 1,250 آخرين (من الدروز). وكانوا يمتلكون 55,583 دونم من الأراضي وفقًا لمسح رسمي للأراضي والسكان. كان حوالي 7,864 دونم عبارة عن مزارع وأراضي قابلة للري، وحوالي 1,8352 للحبوب، في حين أن 55 دونم كانت أرض مبنية (حضرية).
خلال حرب التطهير العرقي لفلسطين 1947–1948، تعرض الدروز في فلسطين الانتدابية لضغوط من كل من قبل قيادات اليشوف اليهودية واللجنة العربية العليا، ووجدوا صعوبة في تكوين رأي حول الصراع بين اليهود والفلسطينيين. زار قادة المجتمع الدرزي من الدول المجاورة قرى الدروز في فلسطين ونادوا بالحياد. خلال الأيام الأولى للنزاع، عُقد اجتماع لجميع القادة الدروز من جميع القرى الدرزيَّة في دالية الكرمل، حيث اتفقوا جميعًا على عدم المشاركة في أعمال الشغب التي أشعلتها اللجنة العربية العليا. أيد هذا القرار قادة الدروز في جبل الدروز. داخل المجتمع الدرزي، كانت هناك اتجاهات متعارضة: في القرى المختلطة الدرزية التي تضم مجتمعات إسلامية ومسيحية مثل عسفيا وشفاعمرو والمغار، حيث كانت هناك نزاعات طائفية قديمة بين الدروز والمُسلمين، وفي القرى الدرزية بالقرب من حيفا والمستوطنات اليهودية في الجليل الغربي، مال زعماء الدروز المحليين إلى تفضيل اليهود في النزاع؛ في حين في القرى الدرزيَّة الواقعة في المناطق العربية، كان القادة المحليون أكثر حذراً بدعم اليهود. كلف جوش بالمون من قبل الوكالة اليهودية لإسرائيل لإدارة العلاقة مع الدروز. وقاد في البداية مقاربة وقائية مع الدروز، والتي هدفت إلى التأكد من أن الدروز لن ينضموا إلى اللجنة العربية العليا.

## إسرائيل

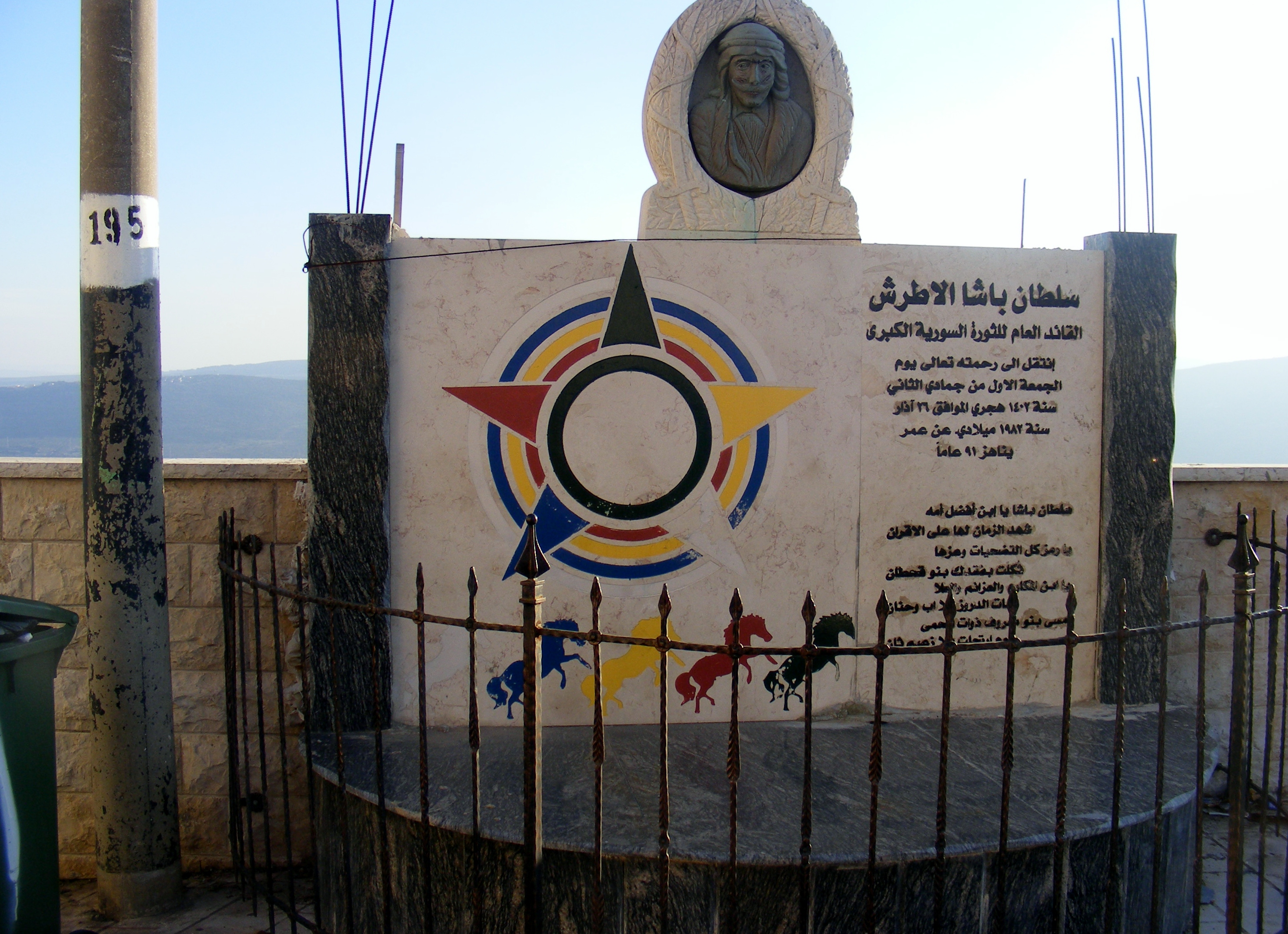
نصب تذكار سلطان باشا الأطرش.

خلال عملية حيرام بين 29 إلى 31 أكتوبر من عام 1948، استسلمت المدينة للجيش الإسرائيلي، وفرّ الكثير من السكان شمالاً لكن بعضهم بقي ولم يطردهم الجنود الإسرائيليين. وظلت البلدة خاضعة لموجب الأحكام العرفية حتى عام 1966. وتبين لاحقاً أن من نشر الصور شاب درزي.
خلال الحرب بين لبنان وإسرائيل عام 2006، قُتل اثنان من سكان المغار وأصيب العديد من هجمات حزب الله الصاروخية والقنابل العنقودية. وفي 25 يوليو من عام 2006، قتلت دعاء عباس البالغة 15 سنة، بصاروخ أصاب منزلها. في 4 أغسطس من نفس العام، قُتلت منال عزّام، وهي أم لطفلين تبلغ من العمر 27 عامًا، وأصيب اثنان آخران بجروح خطيرة عندما أصاب صاروخ مبنى شقتهما.
أدى قتل شرطيين من المواطنين الدروز في إسرائيل من قبل ثلاثة شبان من سكان مدينة أم الفحم عام 2017 إلى خلافات ونزاعات بين المسلمين والدروز، حيث تعرضت مساجد في المغار ذات الأغلبية الدرزية إلى إطلاق النار.

## التركيبة السكانية
غالبية سكان المغار هم من الموحدون الدروز (57.9%)، إلى جانب تواجد بارز للمسيحيين العرب (21%) والمُسلمين (21.1%). يخدم العديد من السكان الدروز في الجيش الإسرائيلي والشرطة الإسرائيلية. في عام 2018 ضمت المغار على ثالث أكبر تجمع درزي في إسرائيل بعد مدينة دالية الكرمل ويركا، مع حوالي 12,900 نسمة، وشكل الموحدون الدروز حوالي 57.9% من مجمل السكان. ولدى الطائفة الدرزية خلوتين لأداء المناسك وبيت شعب للاجتماعات والمناسبات الدينيّة. أمّا مسيحيّو المغار إلى كنيسة الروم الملكيين الكاثوليك. أمّا المسلمون فلديهم ثلاثة مساجد.

## عائلات المغار
تعد المغار من البلدات متعددة الطوائف. تنقسم أبرز العائلات في المغار إلى عائلات كبيرة وأساسية ومنها تفرّعت عائلات أقلّ عددًا.
العائلات المسلمة: عبّاس، سلامة، شيني، مهرة، أبو شملة، أبو نمر، خرانبة، طوافرة، أبو عيد وغيرها العديد. أمّا العائلات الدرزية فهي كالتّالي: أبو جنب، حامد، دغش، عرايدي، غانم، طريف، سرحان وغيرها من العائلات. أمّا العائلات المسيحية في المغار فهي: إبراهيم، وأبو حنين، وأبو زهيّة، وأبو شقارة، وإسعيد، إلياس، وبشارة، وبطرس، وتلحمي، وجهشان، وحنا، وحنوت، وخُوري، ودادا، وداود، ورشرش، وريناوي، وسكران، وسليمان، وشحادة، وصياغة، وطنّوس، وعبد الله، وعبّود، وعرطول، وعودة، وفارس، وقرواني، وقيصر، وكشك، ومزبلط، ومطانس، وموسى، ويعقوب . توجد في البلدة كنيسة واحدة وهي كنيسة القديس جوارجيوس للروم الكاثوليك.

## استحقاق البجروت
وفي المغار حقّقت المدرسة الشّاملة ب ومدرسة قاسم غانم الشّاملة قفزتين نوعيّتين في نتائج البجروت للعام الدّراسيّ 2020-2021. فقد نشر رئيس بلدية المغار ورئيس قسم المعارف أنّ مدرسة قاسم غانم الشّاملة: 98.1% والمدرسة الشاَملة ب: 93.4%نسبة استحقاقات البجروت بجودة عالية ارتفعت من 1.8% إلى 4.8%. رياضيّات 5 وحدات ارتفع من 12.5% إلى 14.3% (أقل من المعدّل القطري ب 1%. أمّا بالنسبة الخرّيجين والخرّيجات الذين درسوا الإنجليزيّة 4-5 وحدات بلغت 69.2% (النّسبة على المستوى القطريّ: 63.5%).أمّا في سنوات سابقة فقد حصلت على المرتبة الثانية من أصل عشرة في المؤشر الاجتماعي-الاقتصادي في عام 2015. وبلغت نسبة المؤهلين للحصول على شهادة الثانوية العامة أو البجروت بين طلاب الصف الثاني عشر بين عام 2016 وعام 2017 حوالي 75.1%.

## متوسط الدخل الشهري
كان متوسط الراتب الشهري للسكان في نهاية عام 2016 هو 5,963 شيكل جديد بالمقارنة مع المتوسط الوطني حوالي 8,913 شيكل جديد.

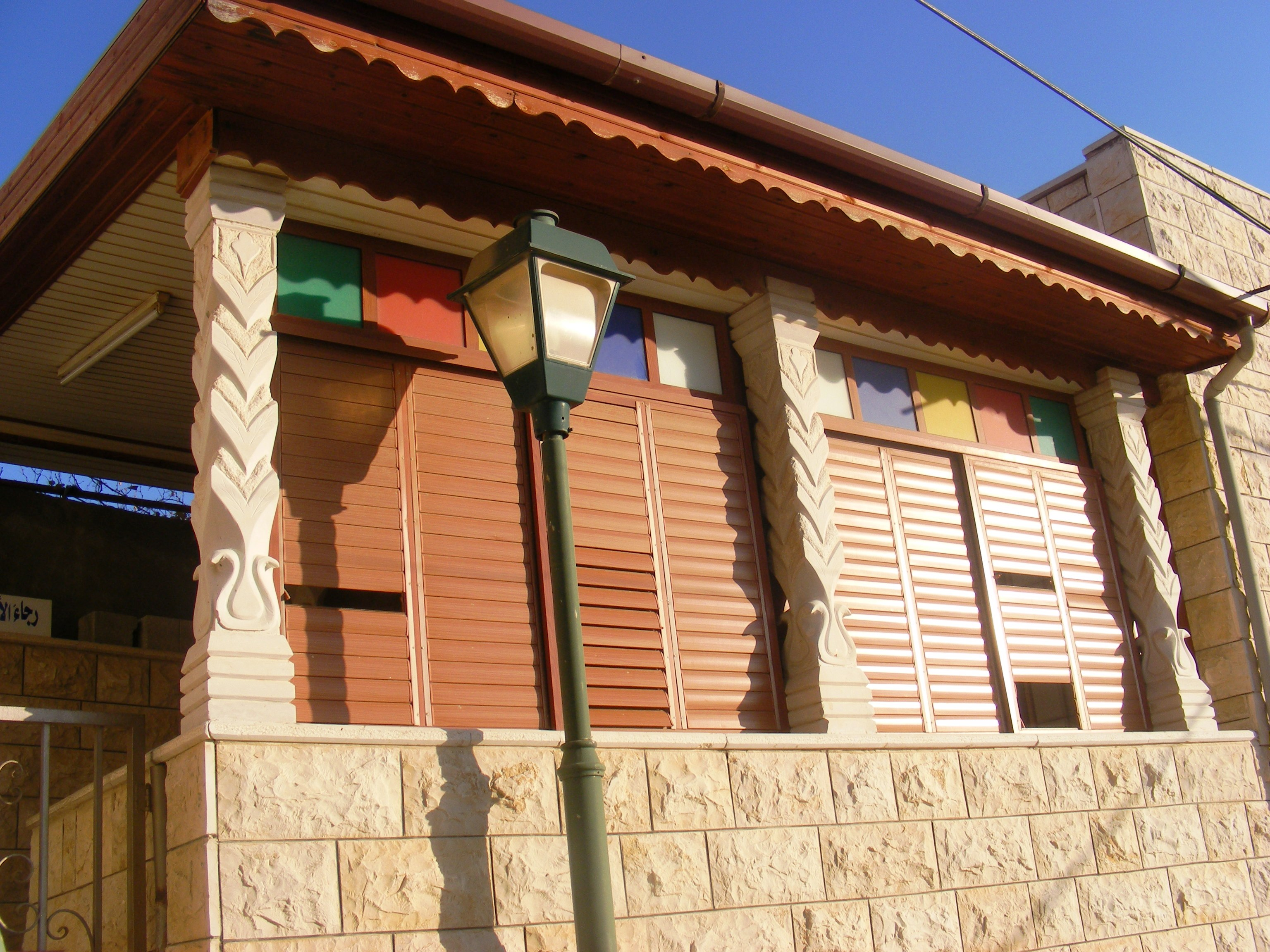
مقام للموحدين الدروز في الحي الغربي
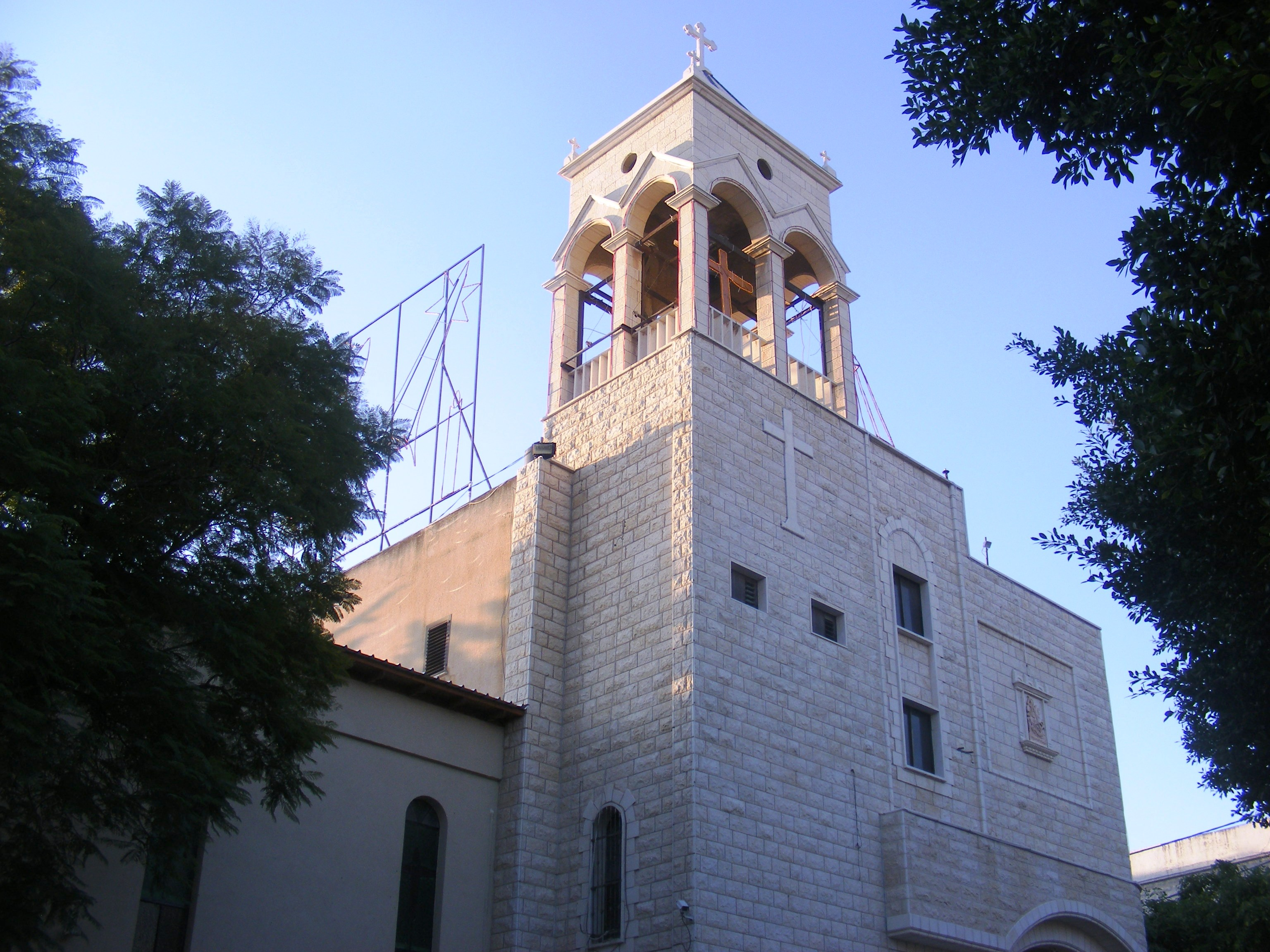
كنيسة القديس جوارجيوس للروم الكاثوليك
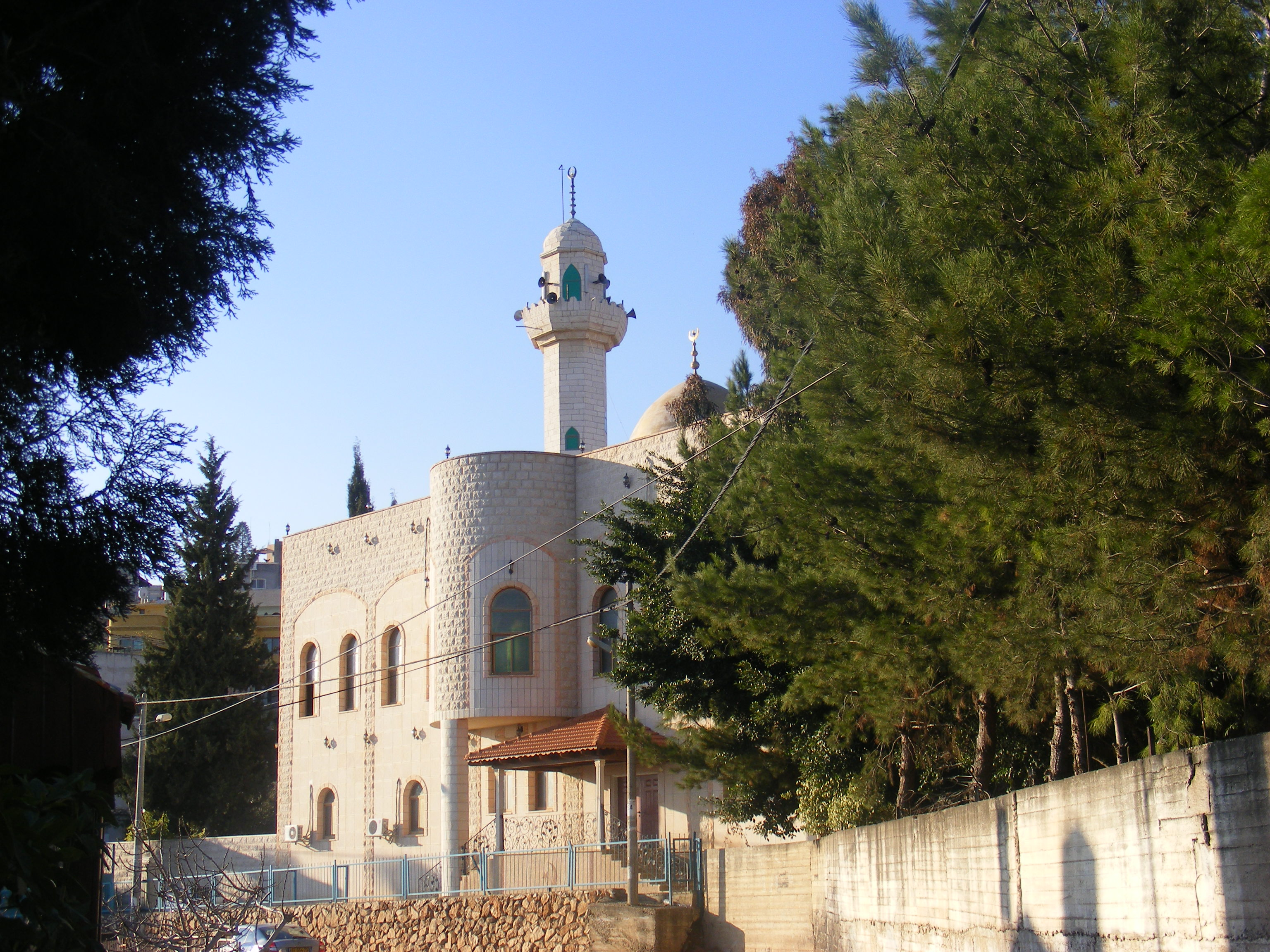
مسجد في المغار

## التعليم والثقافة
في أغسطس عام 2003، أنشأت مدرسة سيرك إسرائيل «سيرك للأطفال» اليهودي العربي المشترك مع شريكها، سيرك المغار. تضم المجموعة عشرين طفلاً يهوديًا وعربيًا وتم تدريبهم على السيرك. بالإضافة إلى العروض المحلية، قامت مدرسة السيرك بجولة في قبرص، حيث قدمت ورش عمل وعروض للمدارس المسيحية والإسلامية والمراكز المجتمعية.

## أحياء البلدة

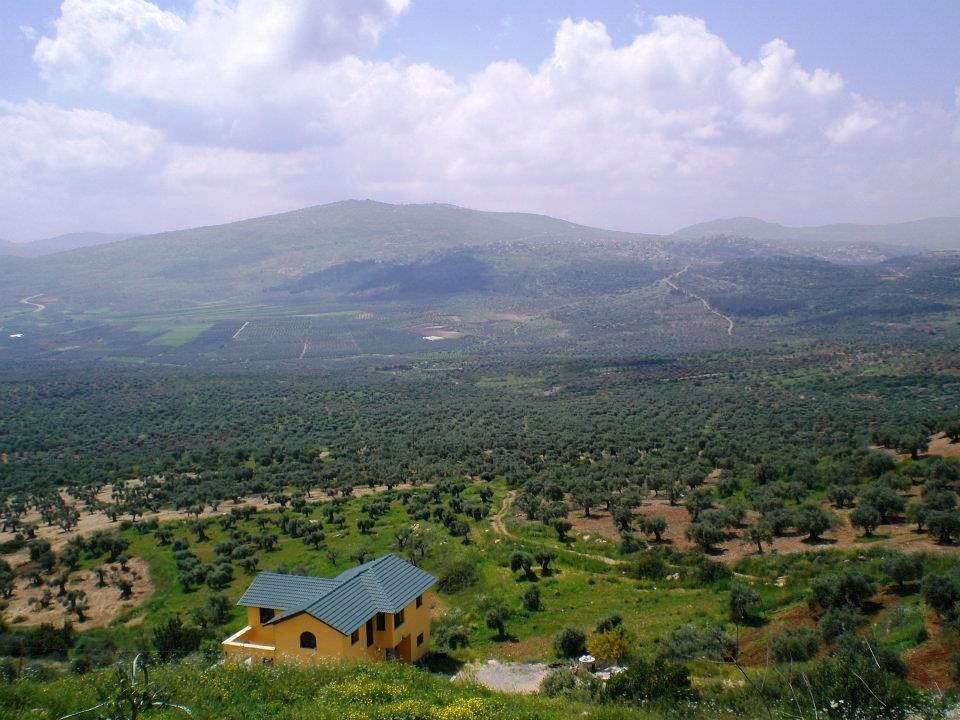
بستان زيتون في المغار.

في المغار لا توجد حدود وعلامات بارزة بين الحارات ولكن بعض المواقع في البلدة اشتهرت سابقًا والتي كانت بمثابة أماكن تجمع السكان في المناسبات أو قضاء اوقات فراغ، ومن هذه المواقع:
1. الحارة: وكانت تستعمل سوقًا للبلدة.
2. الورشة: وتقع بالقرب من معصرة الزيتون القديمة.
3. باط المزبلة (زقاق البدادرة): وهو عبارة عن شارع.
4. الميدان: استعمل لسباق الخيل في المناسبات.
5. بلاطات عظيمة: وهو الشارع الذي يمر شرق الكنيسة وحتى الشارع الرئيسي باتجاه الناصرة.
6. بيدر الخلوة: وهو ساحة واسعة تقع بالقرب من الخلوة الغربية.

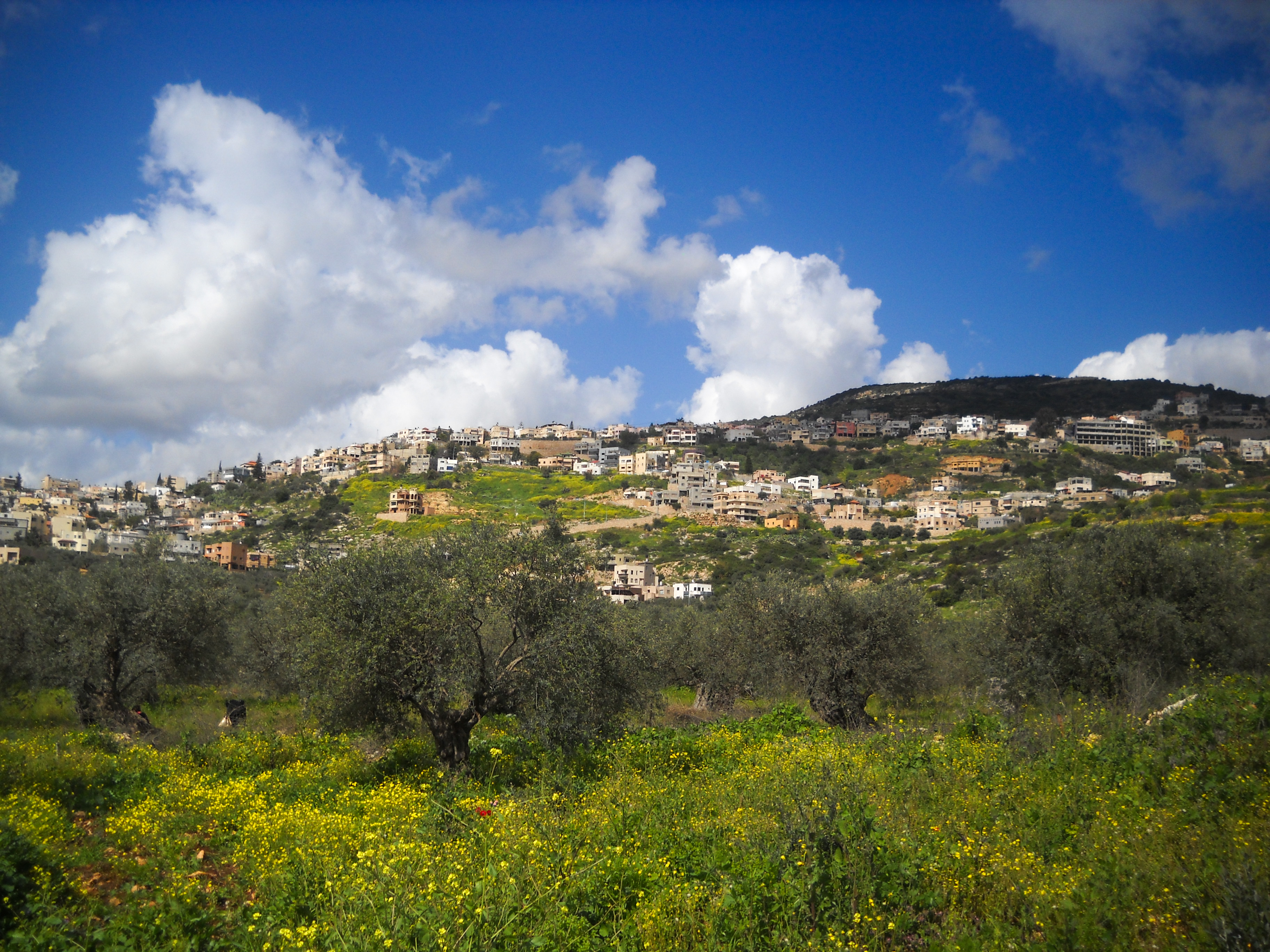
جانب من حي راس الخابية في المغار.

اما الأحياء الحالية فهي:
1. الحي الغربي
2. الحي الشمالي
3. الحي الجنوبي
4. الحي الشرقي
5. مركز البلد
6. حي المنصورة
7. حي راس الخابية
8. حي الجمشة
9. خَلة الشريف
10. حي البسباس
11. حي البص
12. حي الحريق
13. حي الغدران